# Championnats du monde d'athlétisme en salle 1991
 (juillet 2017).
Si vous disposez d'ouvrages ou d'articles de référence ou si vous connaissez des sites web de qualité traitant du thème abordé ici, merci de compléter l'article en donnant les références utiles à sa vérifiabilité et en les liant à la section « Notes et références ».
Navigation
- 1985
- 1987
- 1989
- 1991
- 1993
- 1995
- 1997
- 1999
- 2001
- 2003
- 2004
- 2006
- 2008
- 2010
- 2012
- 2014
- 2016
- 2018
- 2022
- 2024
- 2025

Les 3es Championnats du monde d'athlétisme en salle se sont tenus du 8 au 10 mars 1991 au Palais des sports de Séville, en Espagne. 531 athlètes issus de 82 nations ont pris part aux 26 épreuves du programme, dont les relais 4 × 400 m féminins et masculins disputés pour la première fois lors d'un Championnat du monde « indoor ». Le triple saut féminin fait également son entrée en tant qu'épreuve de démonstration, ses résultats ne comptant donc pas officiellement.

## Résultats

### Hommes
| Épreuves         | Or                                                                               | Argent                                                                           | Bronze                                                                        |
| 60 m             | Andre Cason 6 s 54                                                               | Linford Christie 6 s 55                                                          | Chidi Imoh 6 s 60                                                             |
| 200 m            | Nikolai Antonov 20 s 67                                                          | Linford Christie 20 s 72                                                         | Ade Mafe 20 s 92                                                              |
| 400 m            | Devon Morris 46 s 17                                                             | Samson Kitur 46 s 21                                                             | Cayetano Cornet 46 s 52                                                       |
| 800 m            | Paul Ereng 1 min 47 s 08                                                         | Tomás de Teresa 1 min 47 s 82                                                    | Simon Hoogewerf 1 min 47 s 88                                                 |
| 1 500 m          | Noureddine Morceli 3 min 41 s 57                                                 | Fermín Cacho 3 min 42 s 68                                                       | Mário Silva 3 min 43 s 85                                                     |
| 3 000 m          | Frank O'Mara 7 min 41 s 14 (RC)                                                  | Hammou Boutayeb 7 min 43 s 64                                                    | Rob Denmark 7 min 43 s 90                                                     |
| 60 m haies       | Greg Foster 7 s 45                                                               | Igors Kazanovs 7 s 47                                                            | Mark McKoy 7 s 49                                                             |
| Relais 4 × 400 m | Allemagne Rico Lieder Jens Carlowitz Karsten Just Thomas Schönlebe 3 min 03 s 05 | États-Unis Raymond Pierre Chip Jenkins Andrew Valmon Antonio McKay 3 min 03 s 24 | Italie Marco Vaccari Vito Petrella Alessandro Aimar Andrea Nuti 3 min 05 s 51 |
| Saut en hauteur  | Hollis Conway 2,40 m                                                             | Artur Partyka 2,37 m                                                             | Javier Sotomayor 2.31 m                                                       |
| Saut en hauteur  | Hollis Conway 2,40 m                                                             | Artur Partyka 2,37 m                                                             | Aleksey Yemelin 2,31 m                                                        |
| Saut à la perche | Sergueï Bubka 6,00 m                                                             | Viktor Ryzhenkov 5,80 m                                                          | Ferenc Salbert 5,70 m                                                         |
| Saut en longueur | Dietmar Haaf 8,15 m                                                              | Jaime Jefferson 8,04 m                                                           | Giovanni Evangelisti 7,93 m                                                   |
| Triple saut      | Ihar Lapchyne 17,31 m                                                            | Leonid Voloshin 17,04 m                                                          | Tord Henriksson 16,80 m                                                       |
| Lancer du poids  | Werner Günthör 21,17 m                                                           | Klaus Bodenmüller 20,42 m                                                        | Ron Backes 20,06 m                                                            |
| 5 km marche      | Mikhail Shchennikov 18 min 23 s 55 (RC)                                          | Giovanni De Benedictis 18 min 23 s 60                                            | Frants Kostyukevich 18 min 47 s 05                                            |

### Femmes
| Épreuves         | Or                                                                                    | Argent | Bronze                                                                          |
| 60 m             | Irina Sergeyeva 7 s 02 (RC)                                                           | Merlene Ottey 7 s 08                                                                                      | Liliana Allen 7 s 12                                                            |
| 200 m            | Merlene Ottey 22 s 24 (RC)                                                            | Irina Sergeyeva 22 s 41                                                                                   | Grit Breuer 22 s 58                                                             |
| 400 m            | Diane Dixon 50 s 64 (RC)                                                              | Sandra Myers 50 s 99                                                                                      | Anita Protti 51 s 41                                                            |
| 800 m            | Christine Wachtel 2 min 01 s 51                                                       | Violeta Beclea 2 min 01 s 75                                                                              | Ella Kovacs 2 min 01 s 79                                                       |
| 1 500 m          | Lyudmila Rogachova 4 min 05 s 09                                                      | Ivana Kubešová 4 min 06 s 22                                                                              | Tudorita Chidu 4 min 06 s 27                                                    |
| 3 000 m          | Marie-Pierre Duros 8 min 50 s 69                                                      | Margareta Keszeg 8 min 51 s 51                                                                            | Lyubov Kremlyova 8 min 51 s 90                                                  |
| 60 m haies       | Lyudmila Narozhilenko 7 s 88                                                          | Monique Éwanjé-Épée 7 s 90                                                                                | Aliuska López 8 s 03                                                            |
| Relais 4 × 400 m | Allemagne Sandra Seuser Katrin Schreiter Annett Hesselbarth Grit Breuer 3 min 27 s 22 | Union soviétique Marina Shmonina Lyudmila Dzhigalova Margarita Ponomaryova Aelita Yurchenko 3 min 27 s 95 | États-Unis Terri Dendy Lillie Leatherwood Jearl Miles Diane Dixon 3 min 29 s 00 |
| Saut en hauteur  | Heike Henkel 2,00 m                                                                   | Tamara Bykova 1,97 m                                                                                      | Heike Balck 1,94 m                                                              |
| Saut en longueur | Larisa Berezhnaya 6,84 m                                                              | Heike Drechsler 6,82 m                                                                                    | Marieta Ilcu 6,74 m                                                             |
| Lancer du poids  | Sui Xinmei 20,54 m (RC)                                                               | Huang Zhihong 20,33 m                                                                                     | Natalya Lisovskaya 20,00 m                                                      |
| 3 km marche      | Beate Anders 11 min 50 s 90 (RC)                                                      | Kerry Saxby 12 min 03 s 21                                                                                | Ileana Salvador 12 min 07 s 67                                                  |

### Épreuve de démonstration
| Épreuves            | Or                          | Argent             | Bronze                   |
| Triple saut féminin | Inessa Kravets 14,44 m (RC) | Li Huirong 13,98 m | Sofiya Bozhanova 13,62 m |

## Tableau des médailles
| Rang | Nation           | Or | Argent | Bronze | Total |
| ---- | ---------------- | -- | ------ | ------ | ----- |
| 1    | Union soviétique | 7  | 6      | 4      | 17    |
| 2    | Allemagne        | 6  | 1      | 2      | 9     |
| 3    | États-Unis       | 3  | 1      | 2      | 6     |
| 4    | Jamaïque         | 2  | 1      | 0      | 3     |
| 5    | France           | 1  | 1      | 1      | 3     |
| 6    | Chine            | 1  | 1      | 0      | 2     |
| 6    | Kenya            | 1  | 1      | 0      | 2     |
| 8    | Canada           | 1  | 0      | 2      | 3     |
| 9    | Suisse           | 1  | 0      | 1      | 2     |
| 10   | Algérie          | 1  | 0      | 0      | 1     |
| 10   | Bulgarie         | 1  | 0      | 0      | 1     |
| 10   | Irlande          | 1  | 0      | 0      | 1     |
| 13   | Espagne          | 0  | 3      | 1      | 4     |
| 14   | Roumanie         | 0  | 2      | 3      | 5     |
| 15   | Royaume-Uni      | 0  | 2      | 2      | 4     |
| 16   | Italie           | 0  | 1      | 3      | 4     |
| 16   | Cuba             | 0  | 1      | 3      | 4     |
| 18   | Australie        | 0  | 1      | 0      | 1     |
| 18   | Maroc            | 0  | 1      | 0      | 1     |
| 18   | Autriche         | 0  | 1      | 0      | 1     |
| 18   | Pologne          | 0  | 1      | 0      | 1     |
| 18   | Tchécoslovaquie  | 0  | 1      | 0      | 1     |
| 23   | Nigeria          | 0  | 0      | 1      | 1     |
| 23   | Portugal         | 0  | 0      | 1      | 1     |
| 23   | Suède            | 0  | 0      | 1      | 1     |